# Perișori, Bârzula
Perișori (în ucraineană Перешори, transliterat: Pereșorî) este un sat în comuna Cuialnic din raionul Bârzula, regiunea Odesa, Ucraina. În trecut a fost un sat majoritar moldovenesc (românesc), fiind parțial asimilat în prezent.

## Istoric
În 1886 în satul Perișori din fosta parohie Kindrativka locuiau 73 de persoane, existau 16 gospodării, și o biserică ortodoxă.
La recensământul din 1897 numărul de locuitori a crescut la 635 de persoane (319 bărbați și 316 femei), din care 619 de credință ortodoxă]. La acel moment exista biserica ortodoxă, o școală bisericească, care instruia 25 de copii (20 băieți și 5 fete), două magazii și o pivniță de vinuri. 
Până la 13 septembrie 1994, satul a fost parte a raionului Ananiev.

## Demografie
Componența lingvistică a localității Perișori
     Ucraineană (78,33%)
     Română (20,83%)
     Alte limbi (0,83%)
Conform recensământului din 2001, majoritatea populației localității Perișori era vorbitoare de ucraineană (78,33%), existând în minoritate și vorbitori de română (20,83%).

## Vezi și
- Românii de la est de Nistru